# Hechtel-Eksel
Hechtel-Eksel là một đô thị ở tỉnh Limburg. Tại thời điểm ngày 1 tháng 1 năm 2006,  Hechtel-Eksel có tổng dân số 11.473người. Tổng diện tích là 76,70 km² với mật độ dân số 150 người trên mỗi km².